# Алексеевский сельский совет Харьковской области
Алексе́евский се́льский сове́т — входит в состав Краснокутского района Харьковской области Украины.
Административный центр сельского совета находится в селе Алексеевка.

## История
- 1920 — дата образования.

## Населённые пункты совета
- село Алексеевка
- село Бидыло
- посёлок Водяное
- посёлок Дублянка
- село Княжа Долина
- посёлок Прогресс
- село Солнцедаровка

## Ликвидированные населённые пункты
- посёлок Мирное